# Caxemira (estampa)

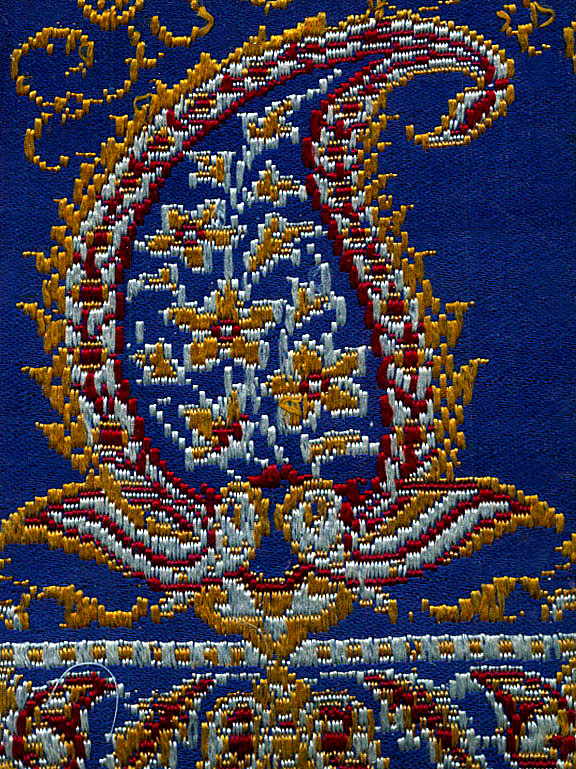
Caxemira em um brocado persa da Dinastia Pahlavi

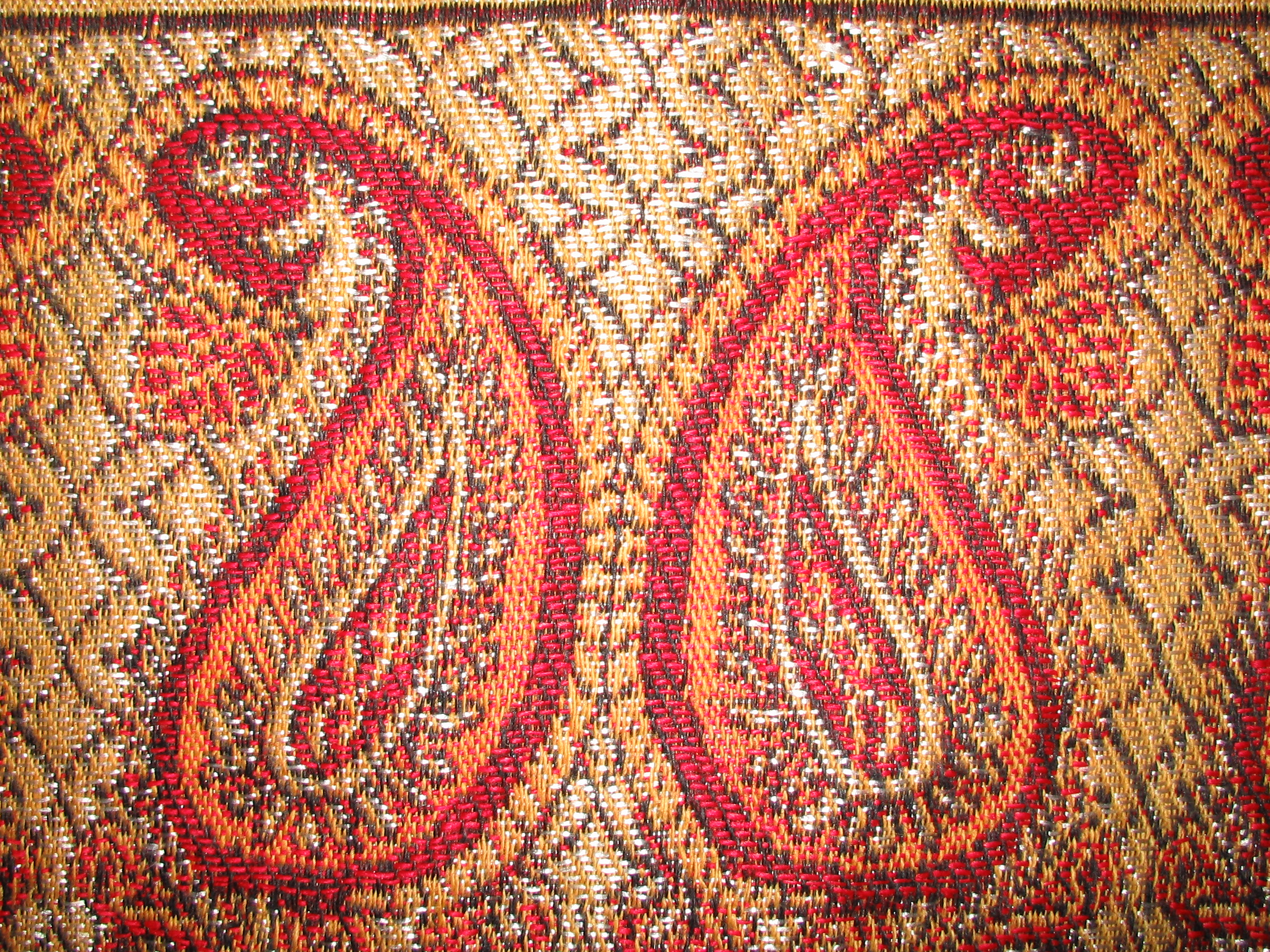

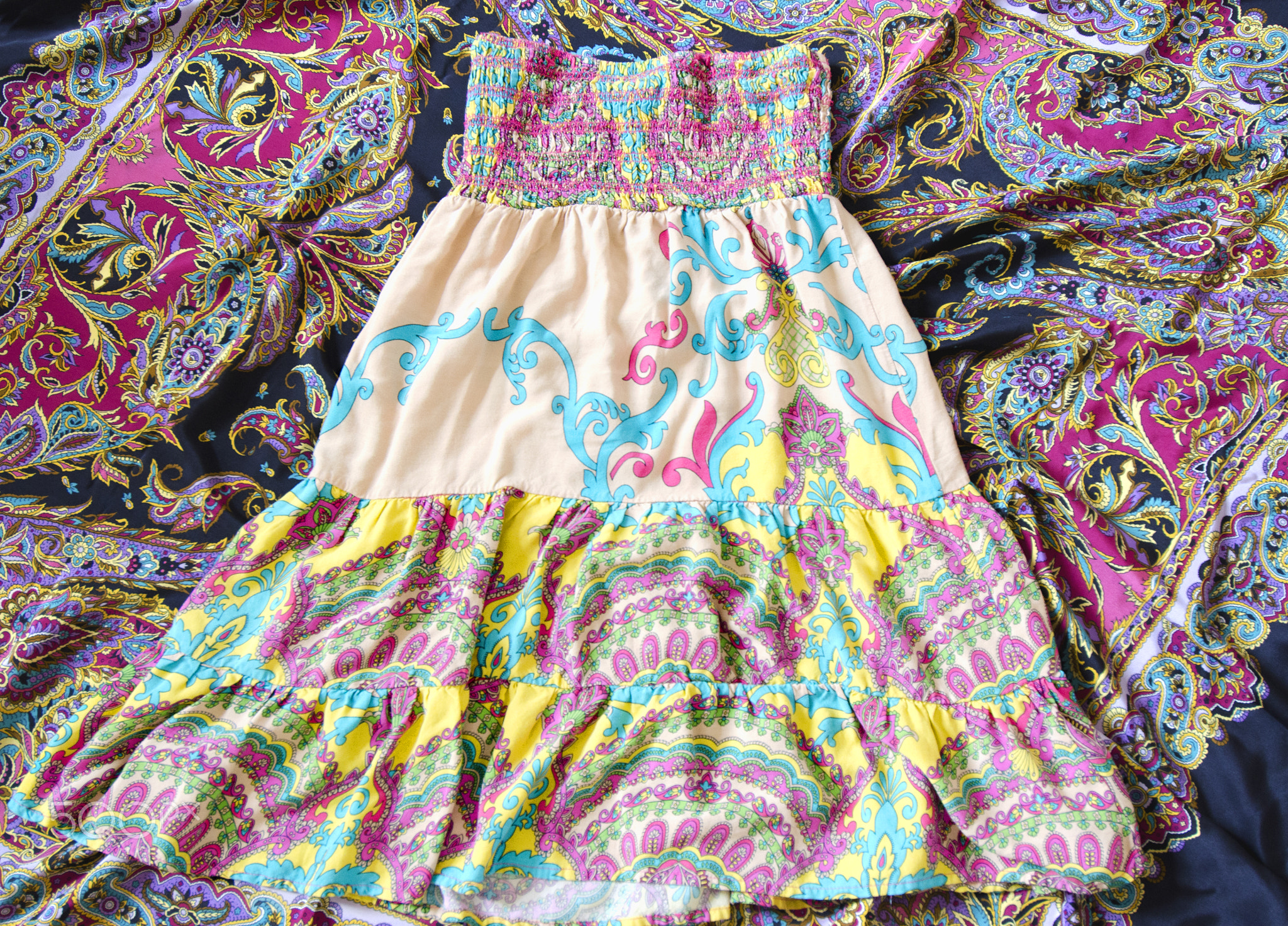
Caxemira na moda hippie

Caxemira é um padrão de estampa de folhas estilizadas e curvadas que era muito reproduzida em lenços, xales e túnicas coloridas em tecido de tramas intercaladas com pelos de cabra da região da Caxemira (fronteira da Índia com o Paquistão).

## História
Os antigos persas chamavam-na de boteh (em persa: بته), cujo significado é "arbusto" ou "pequena árvore". Alguns associam essa estampa à folha de palma ou trevos, ou ainda a um botão de flor. No Azerbaijão e na Índia, chamam esta estampa de buta. Acredita-se que o motivo persa original, semelhante a uma gotícula tenha sido uma representação de flores com um cipreste, um símbolo zoroastriano da vida e da eternidade. Acredita-se também que a forma semelhante a sementes represente a fertilidade, tenha conexões com o hinduísmo e também tenha uma semelhança intrigante com o famoso símbolo yin-yang. Ainda é um motivo extremamente popular no Irã e países da Ásia Central e do Sul e é tecido usando fios de prata e ouro para sedas e lãs finas para casamentos e outras celebrações.
Importado da rota da seda nos séculos XVIII e XIX, a caxemira era um tecido muito caro que passou por diversas adaptações até se tornar acessível em 1808, em uma cidade escocesa chamada Paisley, e em virtude deste fato a estampa também é conhecida como paisley.
Há um retrato da imperatriz Josefina, consorte de Napoleão, pintado por Antoine-Jean Gros, intitulado L'Impératrice Josephine, no qual ela não apenas tem um xale de caxemira sobre o ombro, mas também um vestido feito de xales. Outros xales representados em pinturas de época incluem o Retrato da Marquesa de Sorcy de Thélusson de 1790 por Jacques Louis David e da Madame Rivière de 1805 por Jean Auguste Dominique Ingres.
Nos anos 1960 e 1970, o caxemira tornou-se para uma geração de jovens insatisfeitos um símbolo de protesto à Guerra do Vietnã, foi popularizado pelos Beatles, inaugurando a era hippie e tornou-se um emblema do rock'n'roll.
| {{{caption}}}                                                       |
| Retrato da imperatriz Josefina, 1808, pintado por Antoine-Jean Gros |

| {{{caption}}}                                                            |
| Retrato da marquesa de Sorcy de Thélusson, 1790, por Jacques Louis David |

| {{{caption}}}                                                      |
| Retrato da madame Rivière, 1805, por Jean Auguste Dominique Ingres |